# 17 мгновений
- 2017 — «Красная королева»
- 2018 — «Анна Каренина. История Вронского»
- 2019 — «Частица вселенной»
- 2020 — «Мёртвое озеро»
- 2021 — «257 причин, чтобы жить»
- 2022 — «Седьмая симфония»
- 2023 — «Шпион»
- 2024 — «Операция «Неман»»

Кинофестиваль «17 мгновений…» имени Вячеслава Тихонова — кинофестиваль, проводящийся с 2017 года в городе Павловский Посад.
С инициативой создания кинофестиваля на малой Родине актёра, в городе Павловский Посад Московской области, выступил «Фонд Вячеслава Тихонова» и его президент Анна Тихонова, дочь Вячеслава Тихонова.
Фестиваль проходит при поддержке Министерства культуры Российской Федерации, Министерства культуры Московской области, губернатора Московской области, Администрации городского поселения Павловский Посад, Союза кинематографистов России и Госфильмофонда РФ.
Местами проведения фестиваля в городе являются Дворец Культуры «Павлово-Покровский», Дом культуры «Октябрь», а также созданный по инициативе фонда в 2018 году Дом-музей В. В. Тихонова.
Первый фестиваль проходил в апреле 2017 года, затем три фестиваля проходили в феврале, приуроченные к 8 февраля — дню рождения Вячеслава Тихонова, но начиная с юбилейного V-го в 2021 году сснова проводится весной в конце апреля — начале мая.
Название фестиваля отсылает к названию 12-серийного телефильма «Семнадцать мгновений весны», по концепции больше сериальный.

Имя Вячеслава Тихонова неразрывно связано с всенародно любимым сериалом «Семнадцать мгновений весны», и главную задачу видим в том, чтобы вдохновить кинематографистов на создание новых многосерийных лент, а также фильмов для детско-юношеской аудитории и семейного просмотра. Критерии отбора — те постулаты, которыми руководствовался сам актёр: профессионализм, психологизм, нравственность.— президент фестиваля Анна Тихонова, дочь актёра Вячеслава Тихонова
На конкурс отбираются обычно 10 сериалов и 10 фильмов. Конкурсные сериалы и фильмы оцениваются профессиональным жюри.
В первые годы проводилось два конкурса — сериалов и фильмов — по пять одинаковым номинаций в каждой: «Лучший фильм/сериал», «Лучший актёр сериала/фильма», «Лучшая актриса сериала/фильма», Лучший режиссёр сериала/фильма", «Лучший сценарий сериала/фильма» и дипломы и специальные призы жюри, но с 2022 года конкурсы и номинации смешались, число призов сократилось.
Хотя фестиваль заявлен как международный, но конкурсные сериалы только российские, а среди фильмов зарубежные картины и даже совместного производства являются редкостью — за восемь проведённых фестивалей иностранцы становились лауреатами в основных категориях лишь дважды: приз «Лучшая женская роль в сериале» (2018) французской актрисе Ваина Джоканте за главную роль в сериале «Мата Хари» и приз «Лучшая операторская работа» (2020) китайскому оператору Ван Диню за работу в фильме «Песня Линшуй».

## Фестивали по годам

### 2017 — I
19 — 23 апреля.
Открытие кинофестиваля прошло у Дворца Культуры «Павлово-Покровский», церемонию открытия вёл Сергей Новожилов, по «красной дорожке» прошли участники и гости фестиваля: президент «17 мгновений…» Анна Тихонова, председатель жюри фестиваля, режиссёр Сергей Урсуляк с актрисой и женой Ликой Нифонтовой, «Жена Штирлица» актриса Элеонора Шашкова, певец Бедрос Киркоров, гитарист Алексей Кузнецов, актриса Наталья Варлей, актёр Борис Галкин, певец Леонид Серебрянников, певица Анжелика Агурбаш, актриса Лариса Лужина и другие, завершали шествие ведущие гала-концерта Дмитрий Харатьян и Аглая Шиловская. Церемонию закрытия фестиваля вели Эммануил Виторган и Нонна Гришаева.
В конкурсной программе участвовали 10 сериалов и 9 фильмов:
Сериалы:
- «Батальонъ», реж. Д. Месхиев (Первый канал)
- «Казаки», реж. С. Мареев (НТВ)
- «Клим», реж. К. Оганесян (Первый канал)
- «Красная королева», реж. А. Семенова (Первый канал)
- «Маргарита Назарова», реж. К. Максимов (Первый канал)
- «Следователь Тихонов», реж. С. Снежкин (Россия-1)
- «София», реж. А. Адрианов (Россия-1)
- «Таинственная страсть», реж. В. Фурман (Первый канал)
- «Ольга», реж. И. Волошин (ТНТ)
- «Чёрная кошка», реж. А. Сиверс (Россия-1)

Фильмы:
- «28 панфиловцев», реж. А. Шальопа, К. Дружинин
- «Коробка», реж. Э. Бордуков
- «Ледокол», реж. Н. Хомерики
- «Лиризмы», реж. Н. Бурлак
- «Молот», реж. Н. Эген
- «Тэли и Толи», реж. А. Амиров
- «Чемпионы: Быстрее. Выше. Сильнее», реж. А. Аксенеко
- «Экипаж», реж. Н. Лебедев
- «Хороший мальчик», реж. О. Карас

Жюри: режиссёр и сценарист Сергей Урсуляк (председатель), режиссёр Борис Токарев, итальянский продюсер Марчелло Дзеппи, главный редактор журнала «7 Дней» Екатерина Рождественская и кинокритик, член правления Гильдии киноведов и кинокритиков России, Александр Колбовский.
Лауреаты конкурсной программы сериалов:
- Лучший сериал — «Красная королева» режиссёра Алёны Семёновой
- Лучшая женская роль в сериале — Ксения Лукьянчикова, сериал «Красная королева»
- Лучшая мужская роль в сериале — Алексей Морозов и Филипп Янковский, сериал «Таинственная страсть»
- Лучший режиссёр сериала — Сергей Снежкин, сериал «Следователь Тихонов»
- Лучший сценарий сериала — Олег Маловичко, сериал «Чёрная кошка»

Лауреаты конкурсной программы фильмов:
- Лучший фильм — «Коробка» режиссёра Эдуарда Бордукова
- Лучшая женская роль в фильме — Стася Милославская, фильм «Коробка»
- Лучшая мужская роль в фильме — Сергей Пускепалис и Пётр Фёдоров, фильм «Ледокол»
- Лучший режиссёр фильма — Николай Лебедев, фильм «Экипаж»
- Лучший сценарий фильма — Михаил Местецкий и Роман Кантор, фильм «Хороший мальчик»
- Лучший оператор фильма — Фёдор Лясс, фильм «Ледокол»

Также были вручены дипломы и специальные призы, Премия «Первое мгновение» — «28 панфиловцев», дебютному фильму режиссёров Андрея Шальопы и Кима Дружинина.
Источники

### 2018 — II
Проходил с 8 по 11 февраля, открывался гала-концертом во Дворце культуры «Павлово-Покровский».
В мероприятиях фестиваля приняли участие Ирина Муравьева, Александр Галибин, Алексей Кузнецов, Ирина Медведева, Кирилл Запорожский, Антон и Виктория Макарские, режиссёр Светлана Дружинина, актрисы Ольга Остроумова и Ирина Печерникова, Ирина Шевчук и Светлана Светличная и другие. Ведущими церемонии выступили Анна Большова и актёр Максим Колосов.
В рамках кинофестиваля был показан китайский фильм «Красный лебедь» с участием Вячеслава Тихонова, который ранее никогда не демонстрировался в России, фильм представил почётный гость фестиваля, участвовавший на фестивале как член жюри, режиссёр фильма Гу Ронг.
Фильм «Красный лебедь» с Вячеславом Тихоновым впервые покажут в России // Известия, 8 февраля 2018
В конкурсной программе участвовали 10 фильмов и 13 сериалов.
В конкурсе сериалов:
- «А у нас во дворе…», реж. Ольга Музалева (Первый канал)
- «Анна-детективъ», группа режиссёров (ТВ-3)
- «Анна Каренина. История Вронского», реж. Карен Шахназаров(Россия-1)
- «Большие деньги», реж. Марк Горобец, Россия (Первый канал)
- «Екатерина. Взлет», реж. Дмитрий Иосифов (Россия-1)
- «Казнить нельзя помиловать», реж. Ким Дружинин, Россия (НТВ)
- «Мата Хари», реж. Денни Берри, Джулис Берг, Ольга Ряшина (Первый канал)
- «Мурка», реж. Антон Розенберг, Ярослав Мочалов (Первый канал)
- «Оптимисты», реж. Алексей Попогребский (Россия-1)
- «Охота на дьявола», реж. Давид Ткечубава (НТВ)
- «Торгсин», реж. Дмитрий Петрунь (Россия-1)
- «Хождение по мукам», реж. Константин Худяков (НТВ)
- «Штрафник», реж. Олег Фомин (Первый канал)

В конкурсе фильмов:
- «Детство, которое мы не знали…», реж. Алексей Романов
- «Его дочь», реж. Татьяна Эверстова
- «Жили-были», реж. Эдуард Парри
- «Завещание отца», реж. Бакыт Мукул, Дастан Жапар уулу (Киргизия)
- «Из Уфы с любовью», реж. Айнур Аскаров
- «Мальчик на мосту» / «Το αγόρι στη γέφυρα», реж. Петрос Хараламбус (Кипр)
- «Старики-разведчики», реж. Роберт Тальхайм (Германия)
- "«Сын», реж. Вячеслав Росс
- «Три дня до весны», реж. Александр Касаткин
- «Частное пионерское 3», реж. Александр Карпиловский

Жюри: режиссёр, народный артист России Владимир Фокин (председатель), журналист и публицист Ольга Семёнова, киновед, доктор искусствоведения Алла Золотухина, киноактриса народная артистка РСФСР Лариса Лужина, кинооператор Александр Носовский, китайский кинорежиссёр Гу Ронг.
Лауреаты конкурсной программы сериалов:
- Лучший сериал — «Анна Каренина. История Вронского»
- Лучшая мужская роль в сериале — Александр Яцко, за роль в сериале «Большие деньги»
- Лучшая женская роль в сериале — Ваина Джоканте, за главную роль в сериале «Мата Хари» (Франция)
- Лучший композитор сериала — Юрий Потеенко за работу в трех сериалах: «Мурка», «Хождение по мукам», «Анна Каренина. История Вронского»
- Лучший оператор сериала — Николай Смирнов за работу над сериалом «Охота на дьявола»
- Лучший сценарий сериала — сценарная группа адптации романа Льва Толстого для сценария сериала «Анна Каренина. История Вронского»
- Лучший режиссёр сериала — Константин Худяков за сериал «Хождение по мукам»

Лауреаты конкурсной программы фильмов:
- Лучший фильм — «Сын» режиссёра Славы Росса
- Лучшая мужская роль в фильме — Роман Мадянов и Фёдор Добронравов, фильм «Жили-были»
- Лучшая женская роль в фильме — Мария Миронова, фильм «Сын»
- Лучший сценарий фильма — Ив Макис и Ставрос Памбаллис, фильм «Мальчик на мосту» («Το αγόρι στη γέφυρα», режиссёр Петрос Хараламбус, Кипр)
- Лучший режиссёр фильма- Александр Касаткин, фильм «Три дня до весны»
- Приз кинопрессы — фильму «Завещание отца» режиссёров Бакыта Мукула и Дастана Жапар уулу (Киргизия)

Источники

### 2019 -III
7 — 10 февраля, в городе Павловский Посад
Мероприятия фестиваля посетило около 8 тысяч человек.
В конкурсной программе участвовали 10 сериалов и 10 фильмов.
Сериалы:
- «Демоны революции», режиссёр Владимир Хотиненко
- «Звоните ДиКаприо!», режиссёр Жора Крыжовников
- «Кровавая барыня», режиссёр Егор Анашкин
- «Год культуры», режиссёр Тито Калатозишвили
- «Домашний арест» режиссёр Петр Буслов
- «Золотая орда», режиссёр Тимур Алпатов
- «Ненастье», режиссёр Сергей Урсуляк
- «Остаться в живых», режиссёр Андрей Малюков
- «Троцкий», режиссёр Александр Котт
- «Частица вселенной», режиссёр Алена Званцова

Фильмы:
- «Варавва», режиссёр Евгений Емелин
- «Грааль Магдалины Егоровой», режиссёр Наталья Тарадина
- «Закону тут не место[итал.]» реж. Валентино Пиконе, Сальво Фикарра (Италия)
- «Звёзды», режиссёр Александр Новиков-Янгинов
- «История одного назначения», режиссёр Авдотья Смирнова
- «Свидетели», режиссёр Константин Фам
- «Спитак», режиссёр Александр Котт
- «Прощаться не будем», режиссёр Павел Дроздов
- «Спасатель», режиссёр Михаил Лукачевский
- «Я вернусь», режиссёр Дарья Шумакова

Жюри: народный артист РСФСР Сергей Никоненко (председатель), музыковед Вера Таривердиева, актёр Мартиньш Вилсонс, заслуженная артистка РСФСР Наталья Варлей, кинокритик и телеведущий программы «Окно в кино» телеканала «Санкт-Петербург» Андрей Смирнов.
Лауреаты конкурсной программы сериалов:
- Лучший сериал — «Частица вселенной» режиссёра А. Званцова
- Лучшая мужская роль в сериале — Алексей Макаров, сериал «Частица вселенной»
- Лучшая женская роль в сериале — Юлия Снигирь, сериал «Кровавая барыня»
- Лучший сценарий сериала — авторы сценария сериала «Демон революции»
- Лучшая режиссура сериала — Александр Котт, Константин Статский, сериал «Троцкий»
- Диплом за лучший комедийный сериал — «Домашний арест» режиссёра Петра Буслова

Лауреаты конкурсной программы фильмов:
- Гран-при фестиваля — киноальманах «Свидетели» режиссёра Константина Фама
- Приз за лучшую мужскую роль — Павел Крайнов, фильм «Варавва»
- Приз за лучшую женскую роль — Оксана Фандера, фильм «Брут» из киноальманаха «Свидетели»
- Приз за лучший сценарий — Авдотья Смирнова, Анна Пармас, Павел Басинский, фильм «История одного назначения»
- Приз за лучшую операторскую работу — Андрей Дейнеко, фильм «Варавва»
- Приз за лучший саундтрек — Серж Танкян, фильм «Спитак»
- Приз за лучшую режиссуру — Александр Котт, фильм «Спитак»
- Приз за лучший фильм — «Спитак», режиссёр Александр Котт
- Диплом «За яркое воплощение актуальной сатиры» — фильм «Закону тут не место[итал.]» реж. Валентино Пиконе, Сальво Фикарра (Италия)

Источники

### 2020 — IV
С 5 по 9 февраля 2020 года в Павловском Посаде. Церемонии открытия и закрытия проходили во Дворце культуры «Павлово-Покровский». За 5 дней фестиваль посетили более 9000 жителей города и гостей фестиваля, в качестве Почётного гостя фестиваля приехал югославско-сербский актёр Гойки Митича, из российских звёзд на фестивале были Сергей Шакуров, Екатерина Шпица, Оксана Сташенко, Людмила Чурсина и другие.
В конкурсной программе участвовало 10 сериалов и 10 фильмов
Сериалы:
- «А.Л.Ж.И.Р.», реж. Александр Касаткин (НТВ)
- «Дылды», реж. Сергей Сенцов (СТС)
- «Зорге», реж. Сергей Гинзбург (Первый канал)
- «Лучше, чем люди», реж. Андрей Джунковский (Первый канал)
- «Мёртвое озеро», реж. Роман Прыгунов (ТВ-3)
- «Мылодрама», реж. Илья Куликов (Пятница!)
- «Скажи правду», реж. Андрей Эшпай (Россия-1)
- «Шторм», реж. Борис Хлебников (онлайн-кинотеатр «Start»)
- «Шифр», реж. Вера Сторожева (Первый канал)
- «Эпидемия», реж. Павел Костомаров (онлайн-платформа «Premier»)

Фильмы:
- «Битва», реж. Анар Аббасов
- «В Кейптаунском порту», реж. Александр Велединский
- «Волшебник», реж. Михаил Морсков
- «Глаз неба», реж. Ян Ху (Китай)
- «Кадиш», реж. Константин Фам
- «Корпорация Ad Libitum», реж. Полина Ольденбург
- «Лорик», реж. Алексей Злобин (Армения/Россия)
- «Молодое вино», реж. Петр Олевский
- «Песня Линшуй», реж. Андрей Мышкин, Цзян Лю (Россия/Китай)
- «Сестрёнка», реж. Александр Галибин

Жюри: народный артист России Лев Прыгунов (председатель), кинопродюсер Наталья Сёмина, кинооператор, заслуженный деятель искусств России Николай Немоляев, актриса театра и кино Мирдза Мартинсоне, кинокритик, креативный продюсер и телеведущая программы «Кино в деталях» на СТС, Надежда Королева.
Лауреаты конкурсной программы сериалов:
- Лучший киносериал — «Мёртвое озеро» режиссёр Роман Прыгунов
- Лучшая мужская роль — Павел Деревянко за роль в сериале «Дылды»
- Лучшая женская роль — Марьяна Спивак за роль в сериале «Эпидемия»
- Лучший сценарий — Роман Кантор за сценарий к сериалу «Эпидемия»
- Лучшая режиссура — Борис Хлебников за сериал «Шторм»

Лауреаты конкурсной программы полнометражных игровых картин:
- Лучший фильм — «В Кейптаунском порту», режиссёр Александр Велединский
- Лучшая мужская роль — Максим Суханов за роль в фильме «Волшебник»
- Лучшая женская роль — Екатерина Кукуй за роль в фильме «Битва»
- Лучшая режиссура — Анар Аббасов за фильм «Битва»
- Лучший сценарий — Михаил Морсков за сценарий к фильму «Волшебник»
- Лучшая операторская работа — Ван Дин, фильм «Песня Линшуй» (Китай)
- Лучший композитор — Егор Романенко, фильм «Кадиш»
- Диплом жюри — фильму «Сестрёнка» режиссёра Александра Галибина

Источники

### 2021 — V
Юбилейный V кинофестиваль прошёл с 26 по 30 мая 2021 года в г. Павловский Посад. Показы прошли в Доме культуры «Октябрь», Доме-музее Вячеслава Тихонова, а также на летних площадках.
Церемонии открытия и закрытия фестиваля проходили во Дворце культуры «Павлово-Покровский», ведущими церемонии стали актёры театра и кино Евгений Банифатов и Анастасия Макеева.
Гостями фестиваля стали конкурсанты, представляющие свои фильмы — продюсер Наталья Мокрицкая, продюсер Юрий Обухов, режиссёр Эдуард Парри, актриса Ирина Алфёрова и другие.
Работы номинировались в двух конкурсах — 12 фильмов и 12 сериалов.
Сериалы
- «257 причин, чтобы жить», реж. Сергей Свешников
- «Бомба», реж. Игорь Копылов
- «Волк», реж. Геннадий Островский
- «Доктор Преображенский», реж. Сергей Тарамаев, Любовь Львова
- «Закрытый сезон», реж. Дарья Полторацкая
- «Зулейха открывает глаза», реж. Егор Анашкин
- «Идеальная семья», реж. Владимир Котт
- «Казанова» реж. Кирилл Белевич
- «Патриот», реж. Николай Бурлак
- «Перевал Дятлова», группа режиссёров
- «Руммейт», реж. Анна Яновская
- «#СидЯдома», реж. Ольга Френкель

Фильмы:
- «Агент Лев» реж. Людовика Кольбо-Жюстене («Le Lion», Франция/Бельгия)
- «От печали до радости», реж. Эдуард Парри
- «История одной картины», реж. Руслан Магомадов
- «Земля Эльзы», реж. Юлия Колесник
- «На острие», реж. Эдуард Бордуков
- «Зови меня Дрозд», реж. Павел Мирзоев
- «Человек из Подольска», реж. Семен Серзин
- «Назад в степь к сарматам», реж. Александр Прошкин
- «Папа закодировался», реж. Павел Ходнев
- «Побег из Претории», реж. Френсиса Аннана («Escape from Pretoria», Великобритания/Австралия)
- «Клятва», реж. Роман Нестеренко
- «Уроки фарси», реж. Вадим Перельман

Жюри: народная артистка России актриса Ольга Остроумова (председатель), народный артист России актёр Аристарх Ливанов, кинорежиссёр Георгий Шенгелия, сербский актёр и режиссёр Петар Зекавица, кинообозреватель «Российской газеты» Сусанна Альперина.
Лауреаты конкурсной программы сериалов:
- Лучший сериал — сериал «257 причин, чтобы жить» режиссёра Максима Свешникова
- Лучшая женская роль в сериале — Полина Максимова, за роль в сериале «257 причин, чтобы жить»
- Лучшая мужская роль в сериале — Евгений Ткачук, за роль в сериале «Бомба».
- Лучшая режиссура сериала — группе режиссёров сериала «Перевал Дятлова»
- Лучший сценарий сериала — Ольге Френкель и Марии Мироновой за сериал «#СидЯдома»
- Лучшай оператор сериала — Сергею Мачильскому, за сериал «Бомба»

Лауреаты конкурсной программы полнометражных фильмов:
- Гран-При — фильму «Клятва», режиссёр Роман Нестеренко
- Лучшая женская роль — Ирине Печерниковой (посмертно), за роль в фильме «Земля Эльзы»
- Лучший актёрский ансамбль — фильм «От печали до радости»
- Лучшая режиссура — Руслан Магомадов за фильм «История одной картины»
- Лучший сценарий — Алексей Бородачев за фильм «От печали до радости»
- Лучшая операторская работа — Михаил Милашин за работу в фильме «На острие»
- Лучшая музыка — Евгению и Александру Гальперину за музыку к фильму «Уроки фарси»
- Приз «Первое мгновение» — за лучший дебют — Семину Серзину за режиссёрский дебют фильмом «Человек из Подольска»

Источники

### 2022 — VI
За 4 дня на 4 фестивальных площадках было показано 28 фильмов, проведено 8 мастер-классов, 2 театральных вечера (спектакль «Парижский транзит» и литературно-музыкальный вечер «Чтоб опять запели в небе птицы»), конкурс актёрской песни «Эх, яблочко».
В рамках фестиваля состоялось открытие памятника Вячеслава Васильевичу Тихонову.
Памятник Вячеславу Тихонову открыли в подмосковном Павловском Посаде // РИА Новости, 20 мая 2022
В Павловском Посаде торжественно был открыт памятник Вячеславу Васильевичу Тихонову // Администрация Павлово-Посадского г.о. Московской области, 20 мая 2022
В конкурсных программах двух конкурсов участвовали 10 фильмов и 10 киносериалов.
Жюри: актёр и режиссёр Борис Токарев (председатель), актриса, телеведущая, общественный деятель Яна Поплавская, оператор Мария Соловьёва.
Лауреаты:
- Приз за лучший сериал — сериал «Седьмая симфония», режиссёр Александр Котт
- Приз за лучшую актёрскую работу в сериале — за лучший актёрский ансамбль сериалу «Начальник разведки»
- Приз за лучший сценарий — сценаристам сериала «Начальник разведки»
- Гран-При — фильму «Одиннадцать молчаливых мужчин», режиссёр Алексей Пиманов
- Лучшая режиссёрская работа — Глеб Панфилов, фильм «Иван Денисович»
- Лучшая операторская работа — Максим Шинкоренко, фильм «Одиннадцать молчаливых мужчин»
- Лучшая музыка — музыкальный фильм «Звёзды мне укажут путь»
- Специальный приз «Мужчина и женщина» за лучшую историю любви — фильму «Серебряные коньки» режиссёра Михаила Локшина
- Специальный приз имени Станислава Ростоцкого за оптимистичное одухотворяющее кино — фильму «Маруся фореva!» режиссёра Александра Галибина

### 2023 — VII
26 апреля — 2 мая, проводился в ДК «Павлово-Покровский».
В конкурсе было 10 сериалов и 10 фильмов.
Жюри: режиссёр и продюсер, заслуженный артист России Игорь Угольников (председатель), продюсер Дмитрий Якунин, итальянский продюсер Марчелло Дзеппи, и киновед, кандидат искусствоведения Марианна Ростоцкая.
Лауреаты:
- Гран-при — сериал «Шпион»
- Лучший сериал — «Нулевой пациент», режиссёры Сергей Трофимов и Евгений Стычкин
- Приз за лучшую женскую роль — Мариэтта Цигаль-Полищук, сериал «Раневская»
- Приз за лучшую мужскую роль — Сергей Пускепалис (посмертно), фильм «Портной из Бруклина»
- Приз за лучшую режиссуру — Наталья Назарова за фильм «Плакать нельзя»
- Приз за лучший сценарий — Владимир Пресняков, Олег Пресняков, Артем Михалков, фильм «Мистер Нокаут»
- Приз за лучшую операторскую работу — Ирек Хартович, фильм «Нюрнберг»
- Приз за лучшую композиторскую работу — Эдуард Артемьев, фильм «Нюрнберг»
- Специальный приз имени Станислава Ростоцкого за оптимистичное одухотворяющее кино — фильму «Золотая бронза» режиссёра Игоря Копылова

Источники

### 2024 — VIII
До проведения восьмого кинофестиваля впервые с 3 по 7 апреля состоялось «Эхо» кинофестиваля «17 мгновений…» в Париже в Русском Доме науки и культуры, организованный по инициативе члена жюри прошлого года Ольгой Семёновой при поддержке МИД РФ и фонда «Русский мир», где показывались фильмы-лауреаты кинофестиваля прошлых лет.
Фестиваль проходил 24 по 28 апреля в Павловском Посаде и Электрогорске.
Церемония открытия фестиваля состоялось в зале дома культуры «Октябрь» в Павловском Посаде, ведущими выступили актриса театра и кино Мария Козакова и певец и актёр Ив Набиев.
Конкурсные показы велись в ДК города Электрогорска и внеконкурсные в ДК «Октябрь» Павловского Посада. Программы документальных фильмов, одну из которых представило Российское историческое общество, проходили в Доме-музее В. В. Тихонова в Павловском Посаде.
Конкурсная программа включала 6 сериалов и 10 фильмов:
Сериалы:
- «Банда «ЗИГ ЗАГ»»
- «Бизон: Дело манекенщицы»
- «Инспектор Гаврилов»
- «Курьеры (сериал, 2024)Курьеры»
- «Операция „Неман“»
- «Трейдер»

Фильмы:
- «1993»
- «Блондинка»
- «Времена года»
- «Год рождения»
- «Дитя небес»
- «Край надломленной луны»
- «Мятежники»
- «Поехавшая»
- «Сказки Гофмана»
- «Туман»

Жюри: народный артист России Николай Бурляев (председатель), народный артист России, кинооператор Игорь Клебанов, заслуженная артистка РФ Мария Шукшина, директор Гильдии актёров кино России, заслуженный работник культуры РФ Валерия Гущина, индийский режиссёр Сарфараз Алам Сафу.
Лауреаты:
- Гран-при фестиваля — сериал «Операция „Неман“», режиссёр Сергей Виноградов
- Приз за лучший сериал — «Банда «ЗИГ ЗАГ»», режиссёр Виталий Воробьев
- Приз за лучшую актёрскую работу — Анна Шепелева, фильм «Край надломленной луны»
- Приз за лучшую режиссуру — Наталия Гугуева, фильм «Туман»
- Приз за лучший сценарий — Наталия Мещанинова, фильм «Край надломленной луны»
- Приз за лучшую операторскую работу — Александр Кузнецов, фильм «Времена года»
- Приз за лучшую музыку — фильм «Времена года»
- Приз имени Станислава Ростоцкого за оптимистичное одухотворяющее кино — фильму «Дитя небес», режиссёр Асель Жураева (Киргизия)
- Диплом «Первое мгновение» за режиссёрский и сценарный дебют — Тинатин Баркалая, фильм «Сказки Гофмана»

Источники